# 사상 최강의 제자 켄이치
사상 최강의 제자 켄이치(일본어: 史上最強の弟子 ケンイチ)는 마츠에나 슌 작화의 일본 만화 시리즈이다. 마츠에나는 먼저 싸워라! 사상 최강의 제자(戦え!梁山泊 史上最強の弟子)라는 만화 작품을 쇼가쿠칸의 소년 선데이 수퍼를 통해 1999년부터 2002년까지 출판했다. 사상 최강의 제자 켄이치는 이 시리즈의 리메이크 작품이며 쇼가쿠칸의 주간 소년 선데이를 통해 2002년 4월부터 2014년 9월까지 연재되었고 각 챕터는 61권의 단행본으로 수집되었다.
50화의 애니메이션 텔레비전 시리즈가 TMS 엔터테인먼트를 통해 제작되었으며 TV 도쿄를 통해 2006년 10월부터 2007년 9월까지 방영되었다. 브레인즈 베이스는 11화의 오리지널 비디오 애니메이션(OVA) 시리즈를 제작하였으며 2012년 3월부터 2014년 5월까지 출시되었다.